# Torre di Sant'Alò
La Torre di Sant'Alò (o Torre Nuova) è un edificio storico di Mantova e si trova in piazza Arche.
Edificata nel 1370 circa per sorvegliare il lago che circonda la città, assunse il ruolo di difesa dei palazzi abitati dai Gonzaga già ai tempi di Francesco I, che fece costruire anche il Castello di San Giorgio. La torre sorgeva allo sbocco nel lago del Fossato dei Buoi (ora via Accademia), che proteggeva la città vecchia.
L'interno è diviso in sei piani e il piano terreno era adibito a deposito dei vasi di vino.
A fianco della torre sorge il fabbricato, del Cinquecento, adibito alle scuderie ducali ed occupato attualmente dalla Galleria storica del corpo nazionale dei vigili del fuoco.
Il nome della torre deriva probabilmente dall'effigie di Sant'Eligio, protettore dei maniscalchi, che appariva su un gonfalone della corporazione al tempo dei comuni.

## Collegamenti esterni

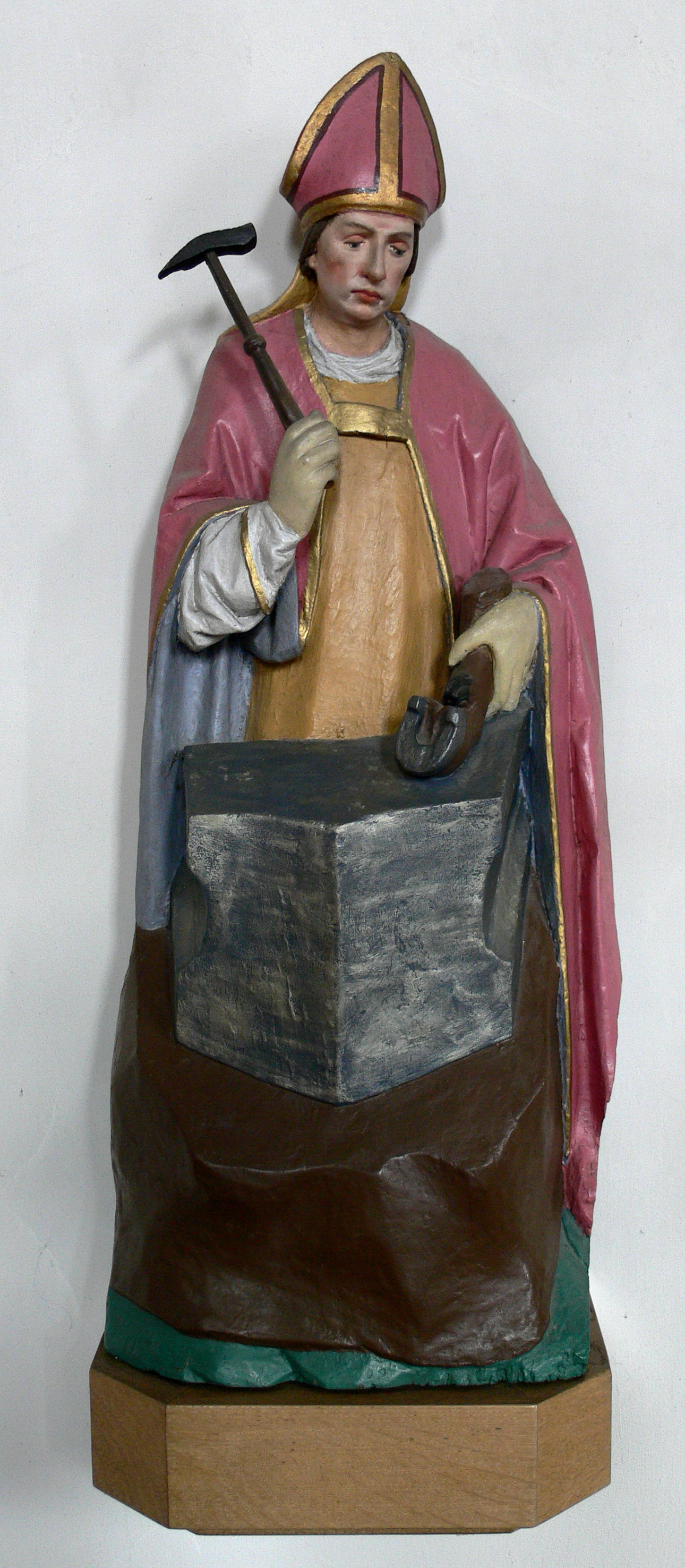
Sant'Eligio, protettore dei maniscalchi